# Regina Paszkiewicz
Regina Paszkiewicz (ur. 1958) – polska inżynier technologii elektronowej. Absolwentka Instytutu Elektrotechnicznego w Leningradzie. Od 2012 profesor na Wydziale  Elektroniki Mikrosystemów i Fotoniki Politechniki Wrocławskiej.